# Chrysoexorista dawsoni
Chrysoexorista dawsoni är en tvåvingeart som först beskrevs av Sellers 1943.  Chrysoexorista dawsoni ingår i släktet Chrysoexorista och familjen parasitflugor.
Artens utbredningsområde är Arizona. Inga underarter finns listade i Catalogue of Life.